# 스타 탄생 (1989년 드라마)
《스타 탄생》은 MBC에서 1989년 10월 30일부터 같은 해 12월 29일까지 방영되었던 어린이 드라마이다.

## 출연
- 이잎새, 서정민, 천은영, 송나영, 여민구, 엄성모, 황성탁, 김정률, 이지영, 이진아, 이수연, 백선희, 황동섭, 오훈식, 김은미, 김호승, 김영석, 김현주, 김혜련, 김명진, 권주영, 한호석, 최호준, 서성국, 강태훈, 이문주, 남능미, 강남길, 박순천, 김상순, 송일권, 장효선, 현석, 신국, 차윤회, 양희경, 이수나, 차주옥, 김인수